# Toyota Corolla
Toyota Corolla (Japanese: トヨタ・カローラ Toyota Karōra)  là một dòng ô tô subcompact và compact được sản xuất bởi hãng Toyota. Được giới thiệu vào năm 1966, Corolla là chiếc xe bán chạy nhất trên toàn thế giới vào năm 1974 và là một trong những chiếc xe bán chạy nhất mọi thời đại kể từ đó. Năm 1997, Corolla trở thành kiểu xe bán chạy nhất thế giới, vượt qua cả Beetle của Volkswagen. Toyota đạt mốc 50 triệu xe Corolla được bán trong mười hai thế hệ vào năm 2021.  Dòng xe này đã trải qua một số lần thiết kế lại khá lớn.
Cái tên Corolla là một phần trong truyền thống đặt tên của Toyota về việc sử dụng các tên bắt nguồn từ Toyota Crown cho dòng xe mui trần, với "corolla" là từ Latin có nghĩa là "vương miện nhỏ". Corolla luôn được độc quyền tại Nhật Bản cho các địa điểm bán hàng của Toyota Corolla Store và được sản xuất tại Nhật Bản với một xe song sinh, được gọi là Toyota Sprinter cho đến năm 2000. Từ năm 2006 đến 2018 tại Nhật Bản và nhiều nơi trên thế giới, và kể từ năm 2018 tại Đài Loan, người bạn đồng hành hatchback của xe này được gọi là Toyota Auris.
Các mô hình ban đầu của dòng xe này chủ yếu là truyền động bánh sau, trong khi các mô hình đời sau là truyền động bánh trước. Phiên bản dẫn động bốn bánh cũng đã được sản xuất. Các đối thủ truyền thống của Corolla là Nissan Sunny, được giới thiệu cùng năm với Corolla tại Nhật Bản và Honda Civic và Mitsubishi Lancer. Mã chỉ định khung gầm của Corolla là "E", như được mô tả trong mã khung gầm và động cơ của Toyota.

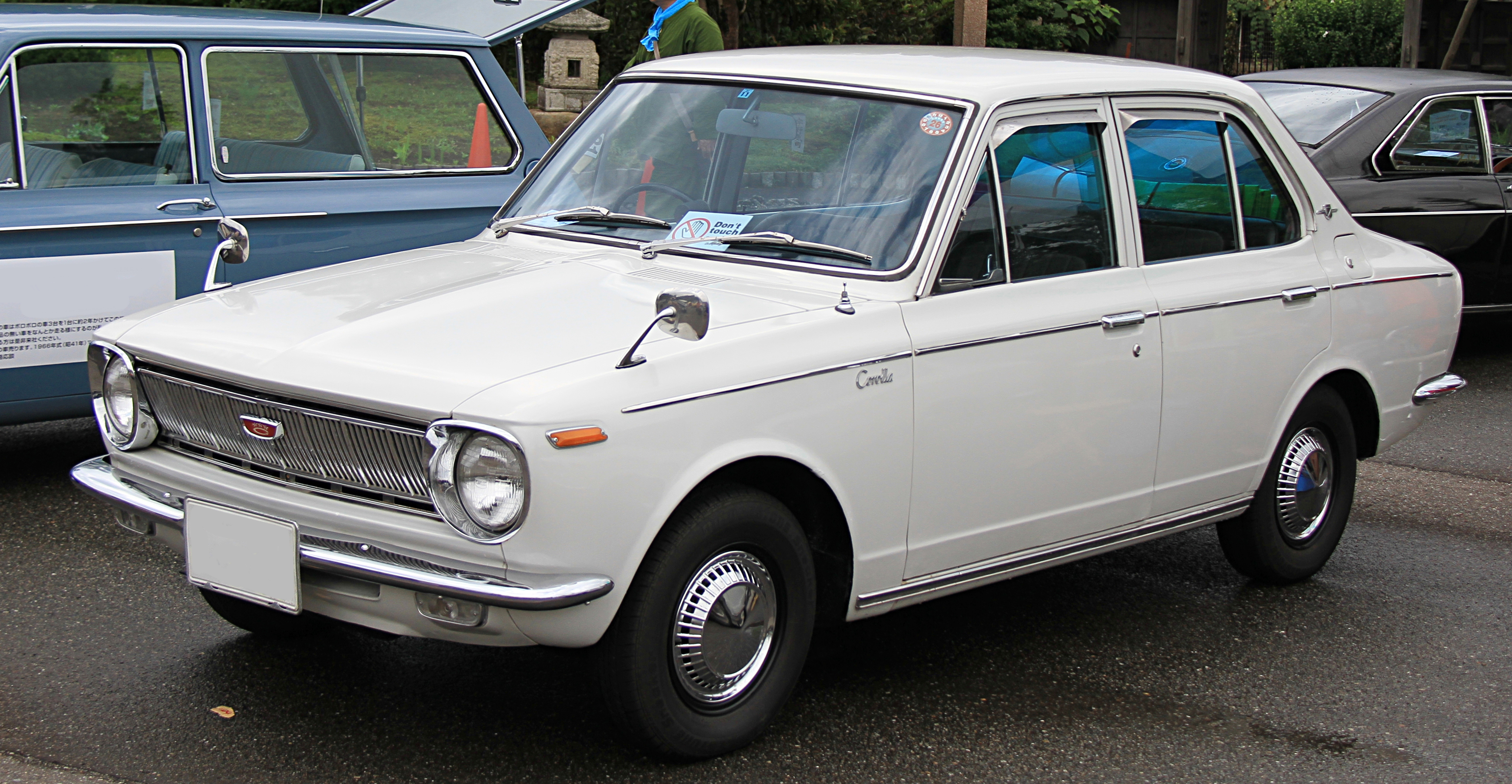
(1966-1970)
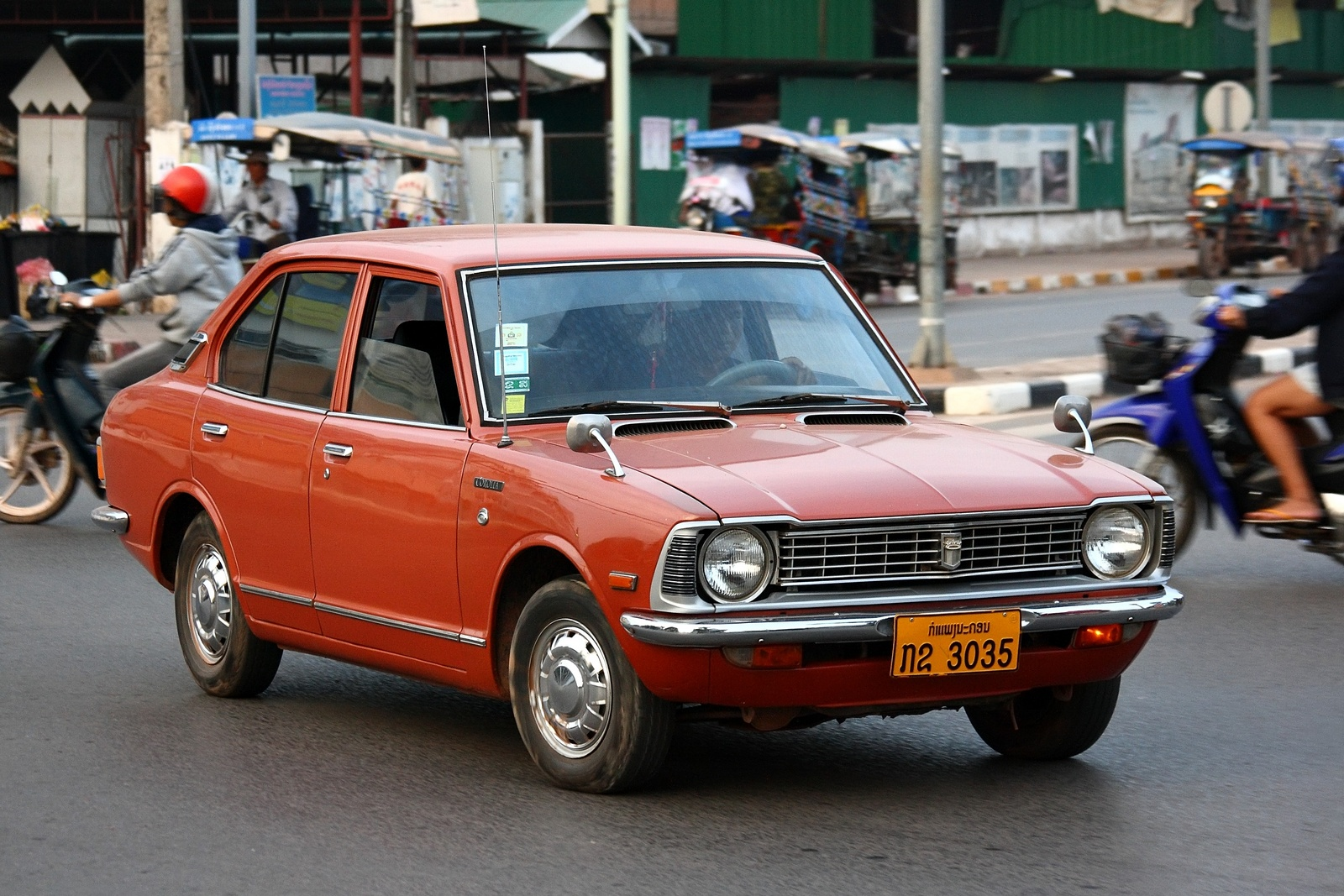
(1970-1974)
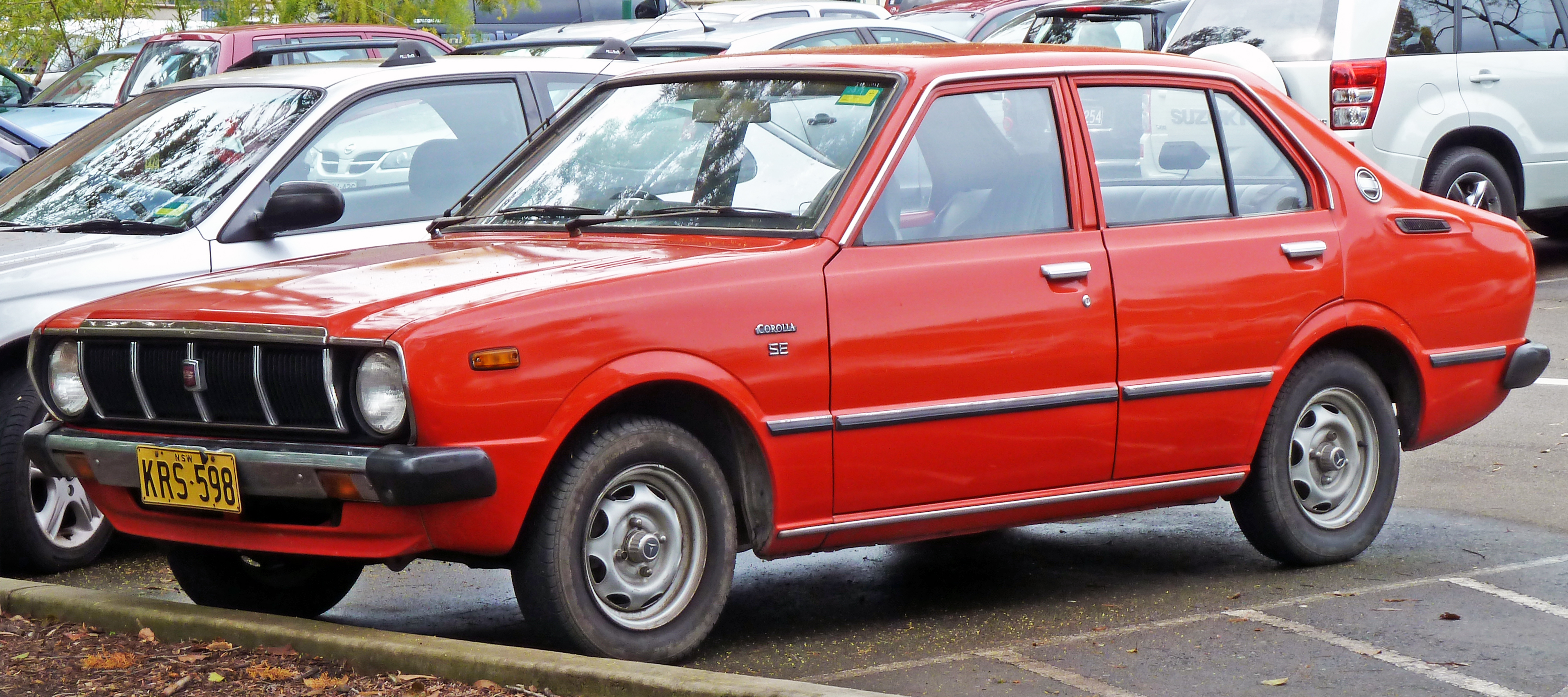
(1974-1979)
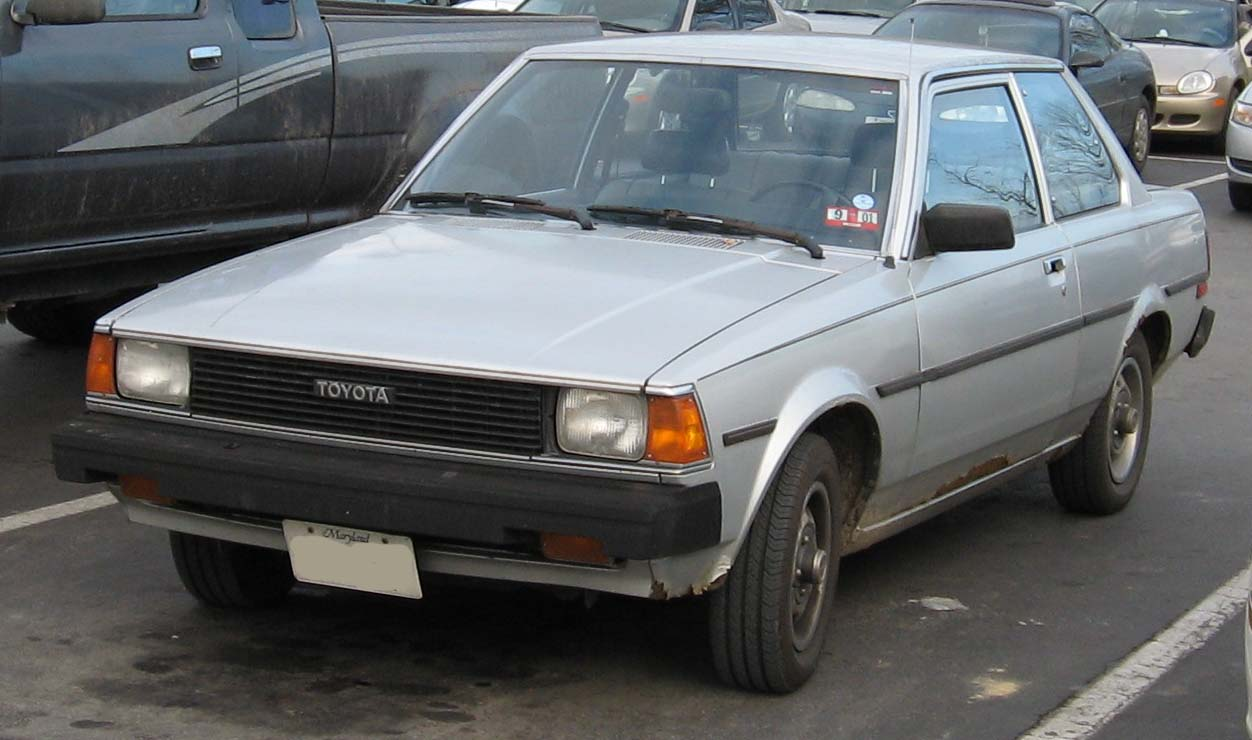
(1979-1983)
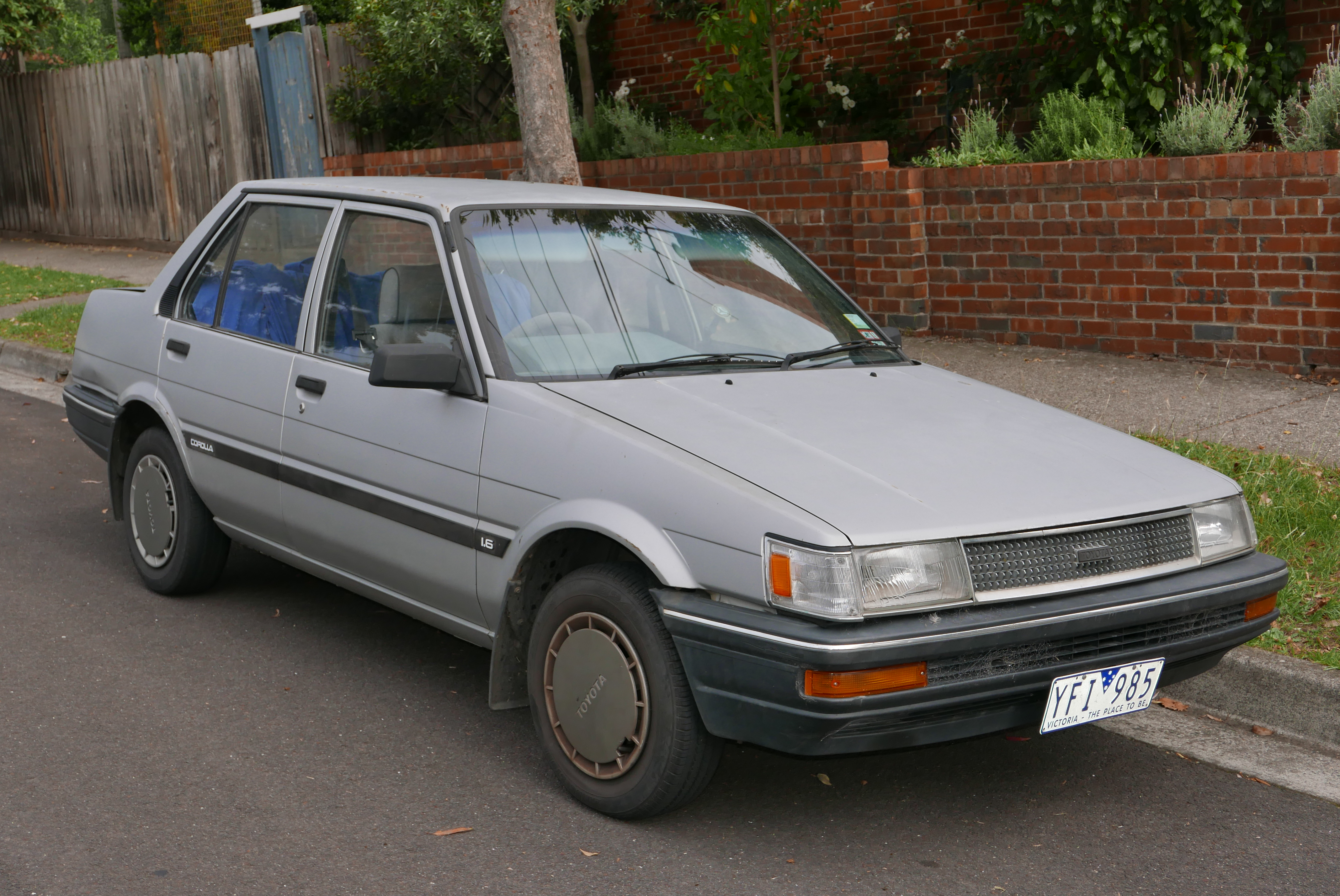
(1983-1987)
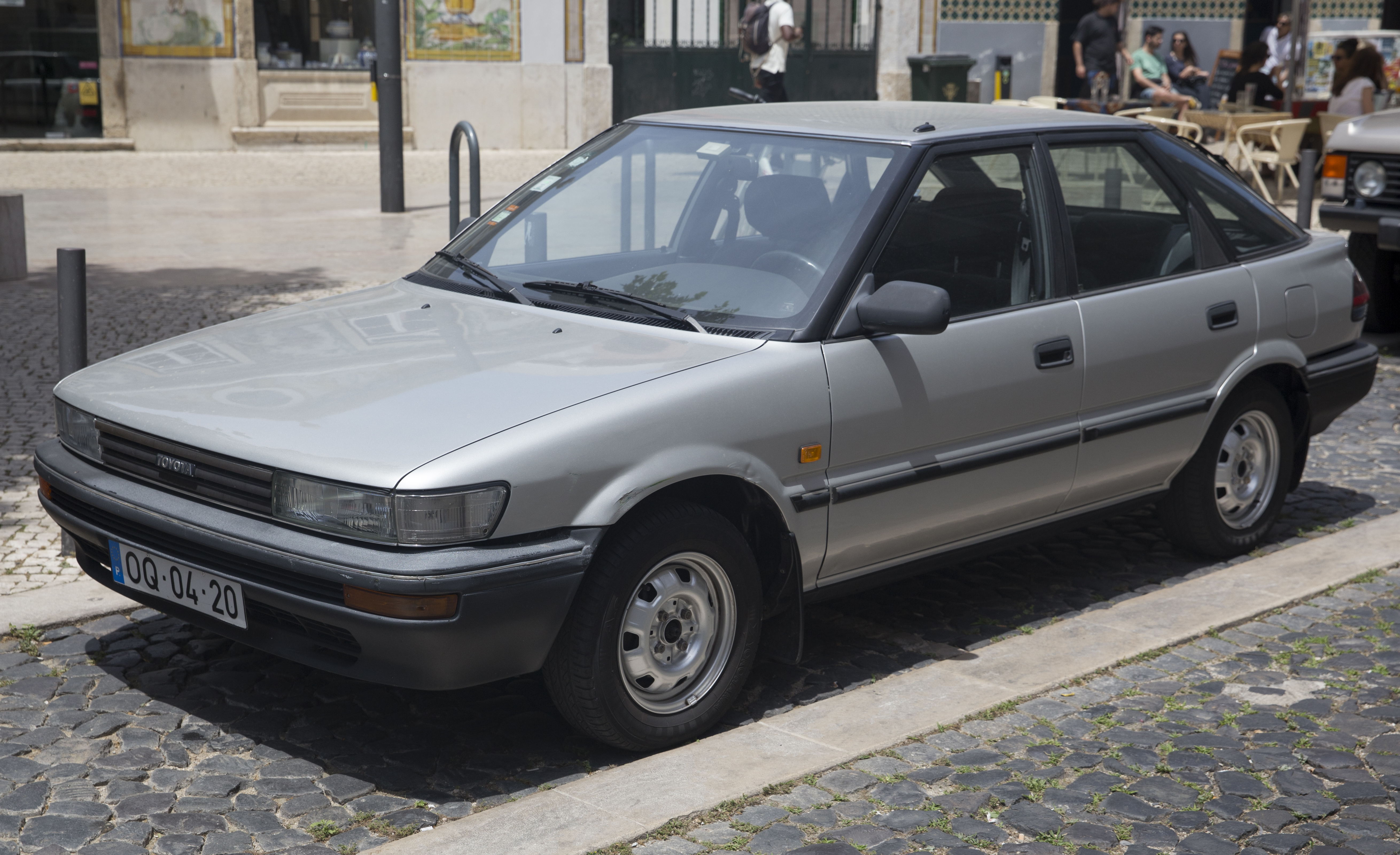
(1987-1991)
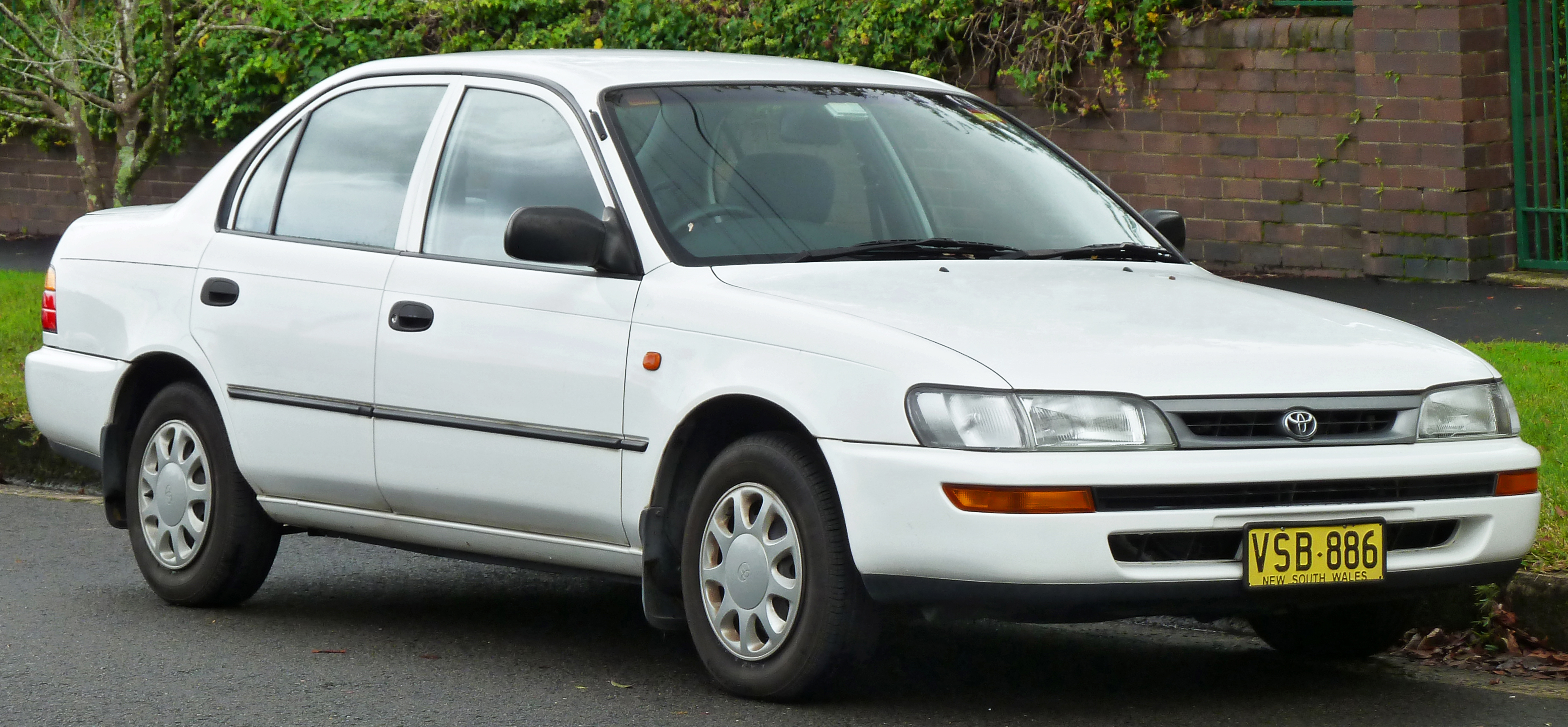
(1991-1995)
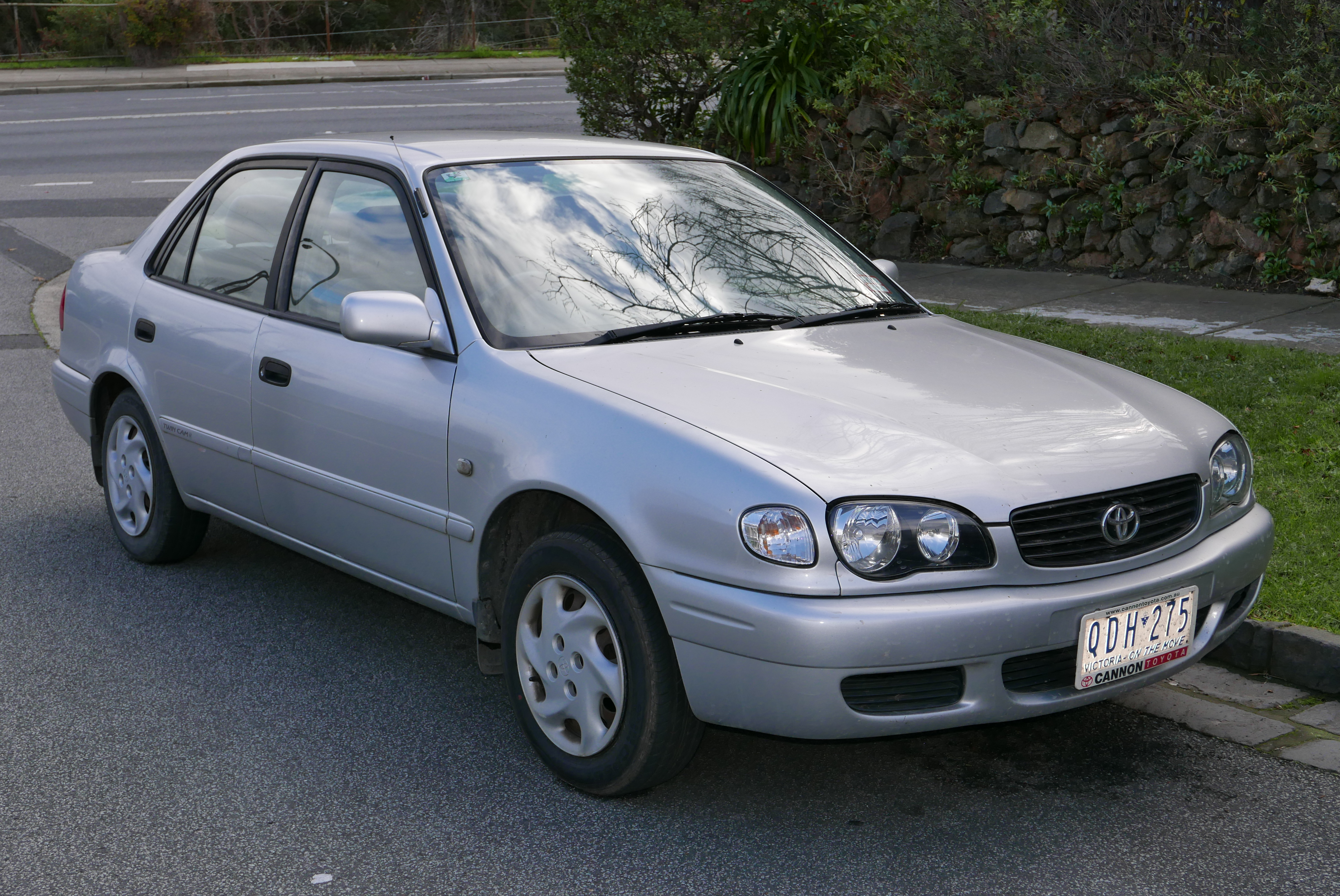
(1995-2000)
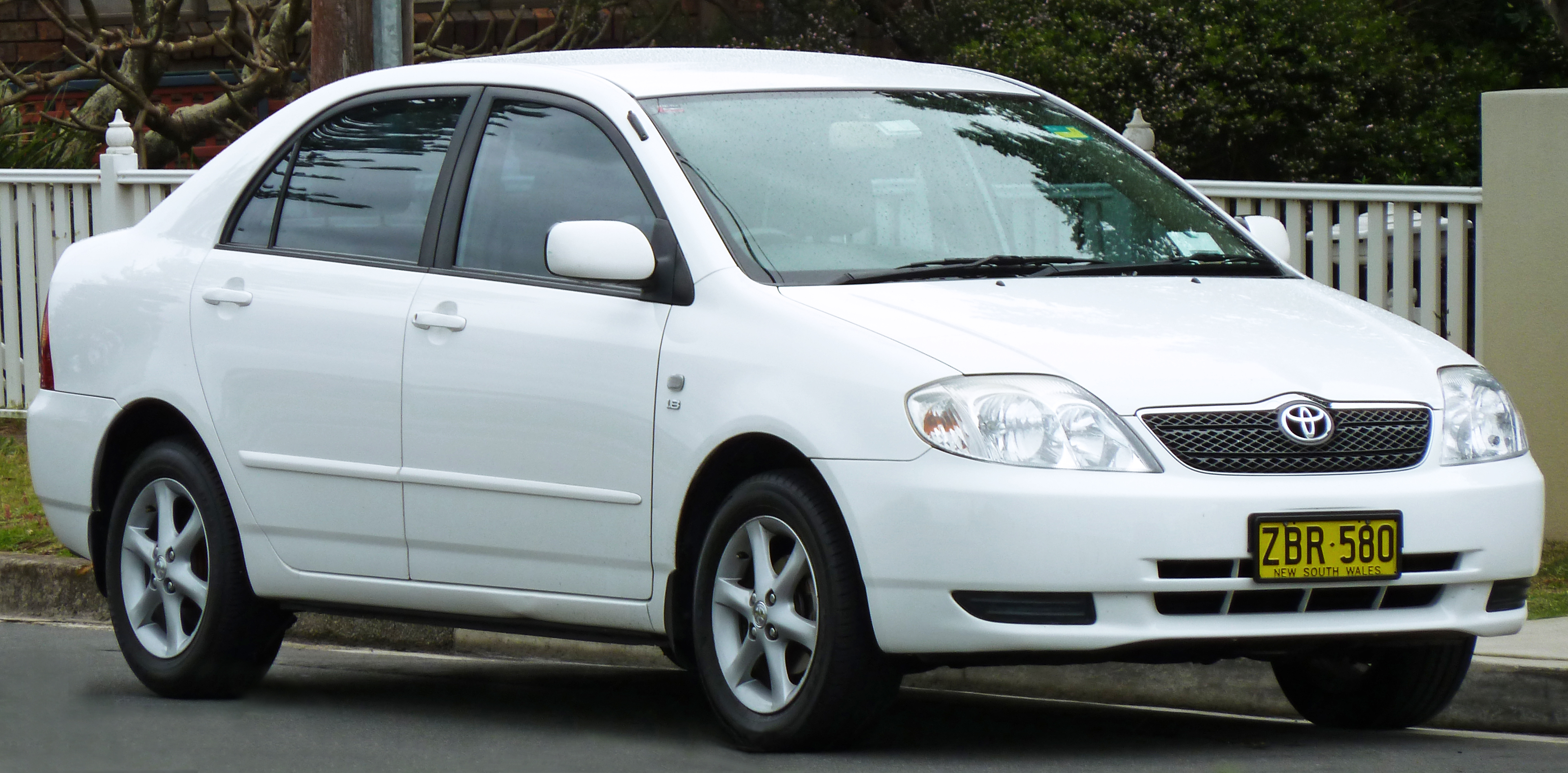
(2000-2006)
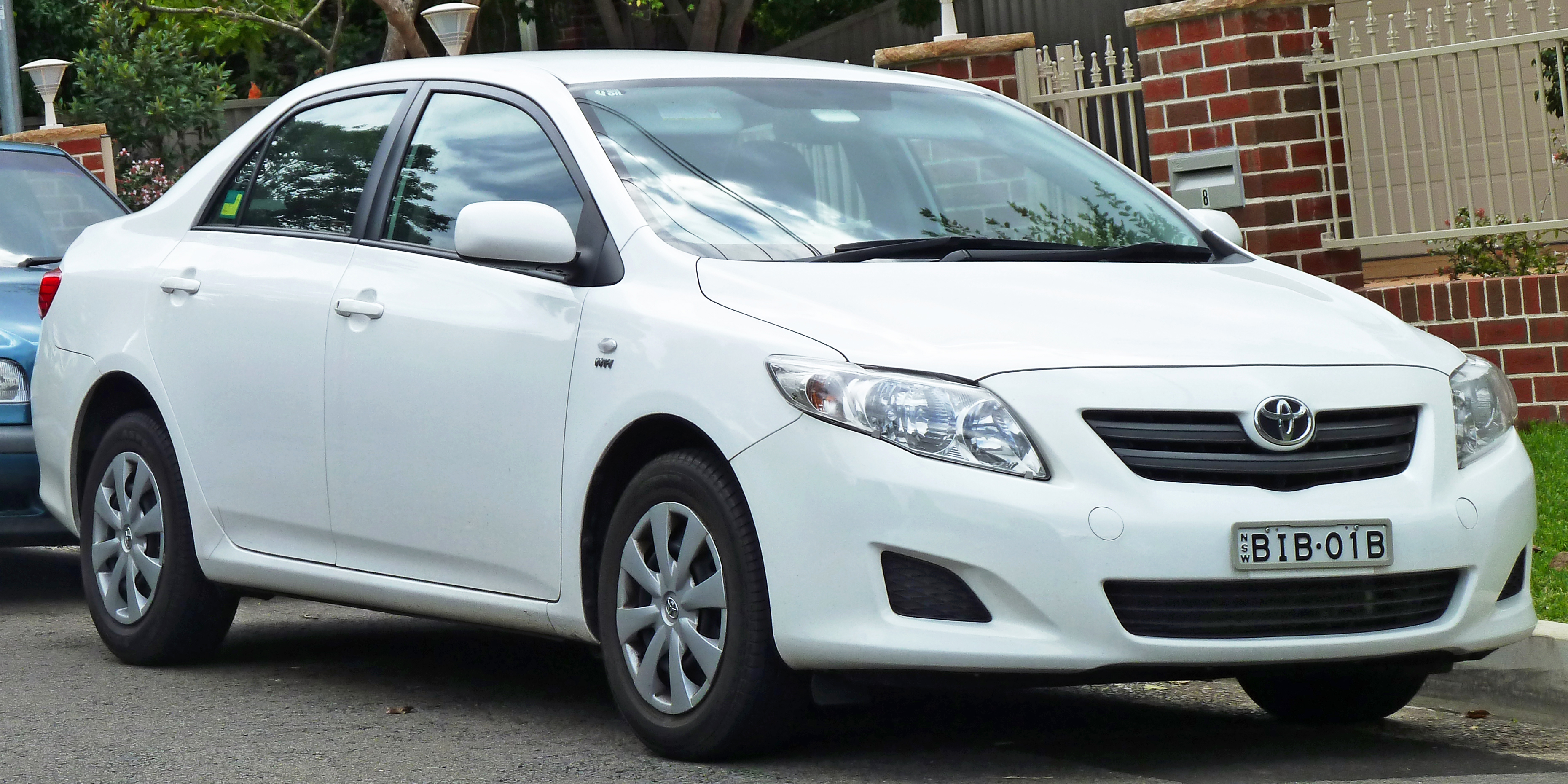
(2006-2013)
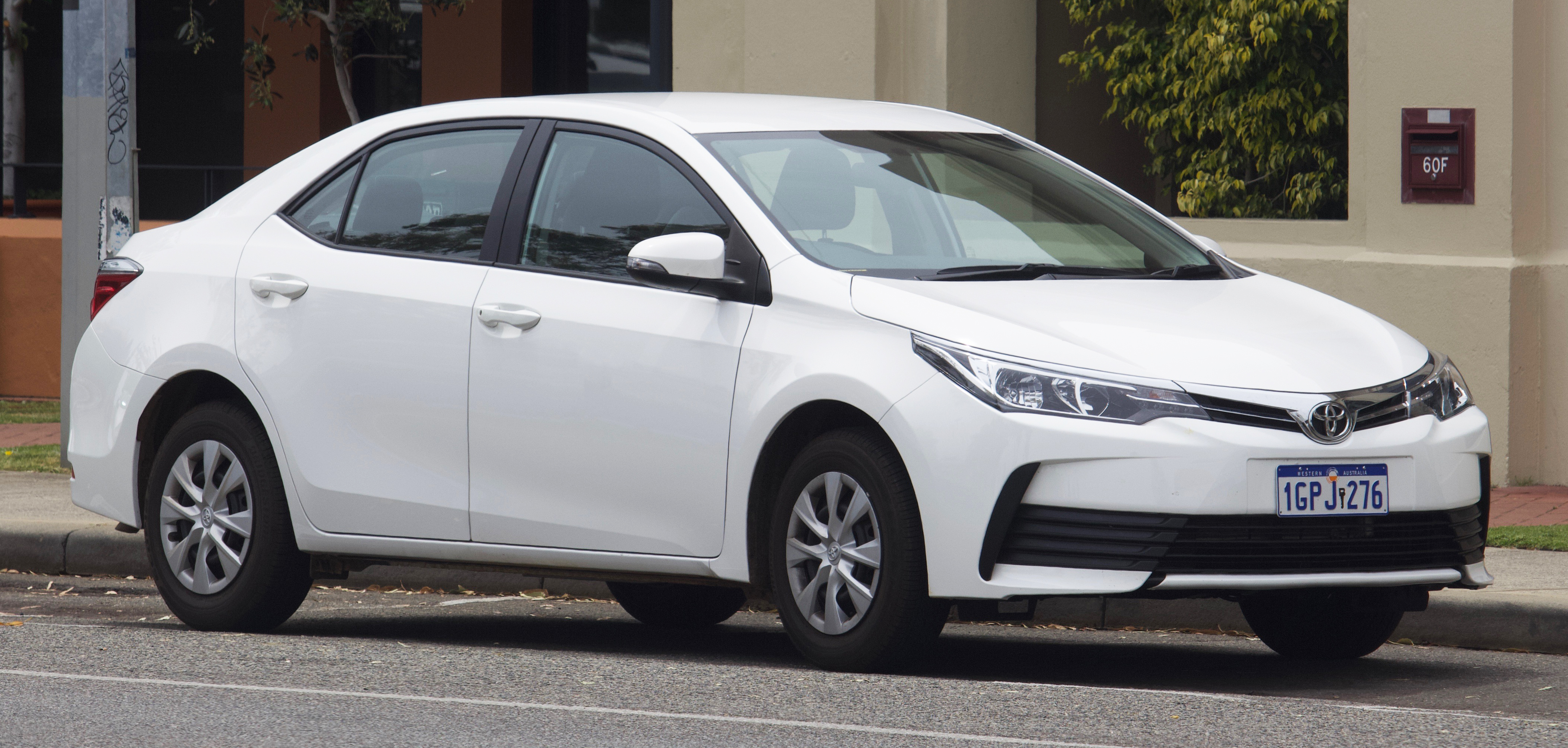
(2013-2018)
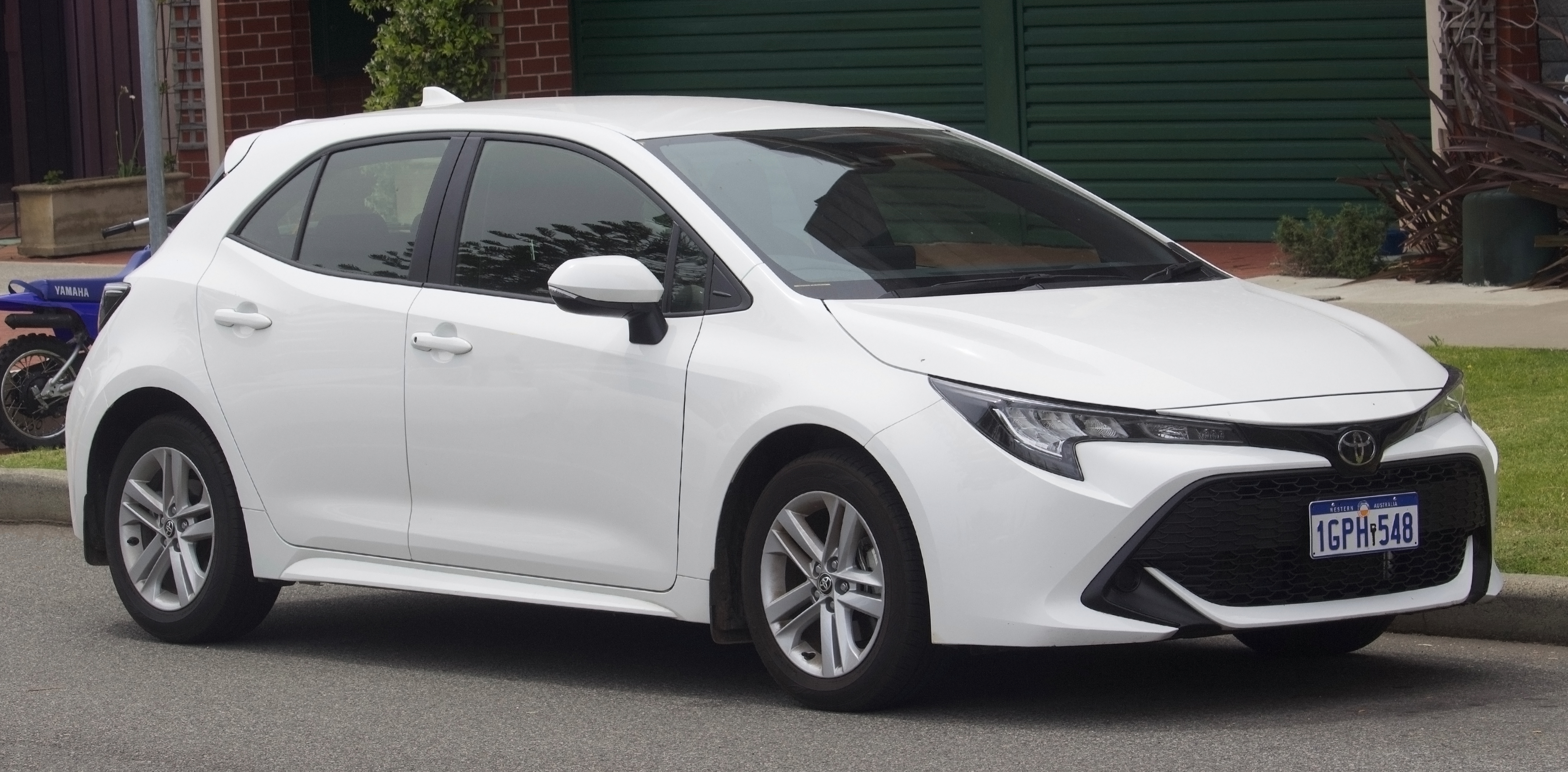
(2018-)
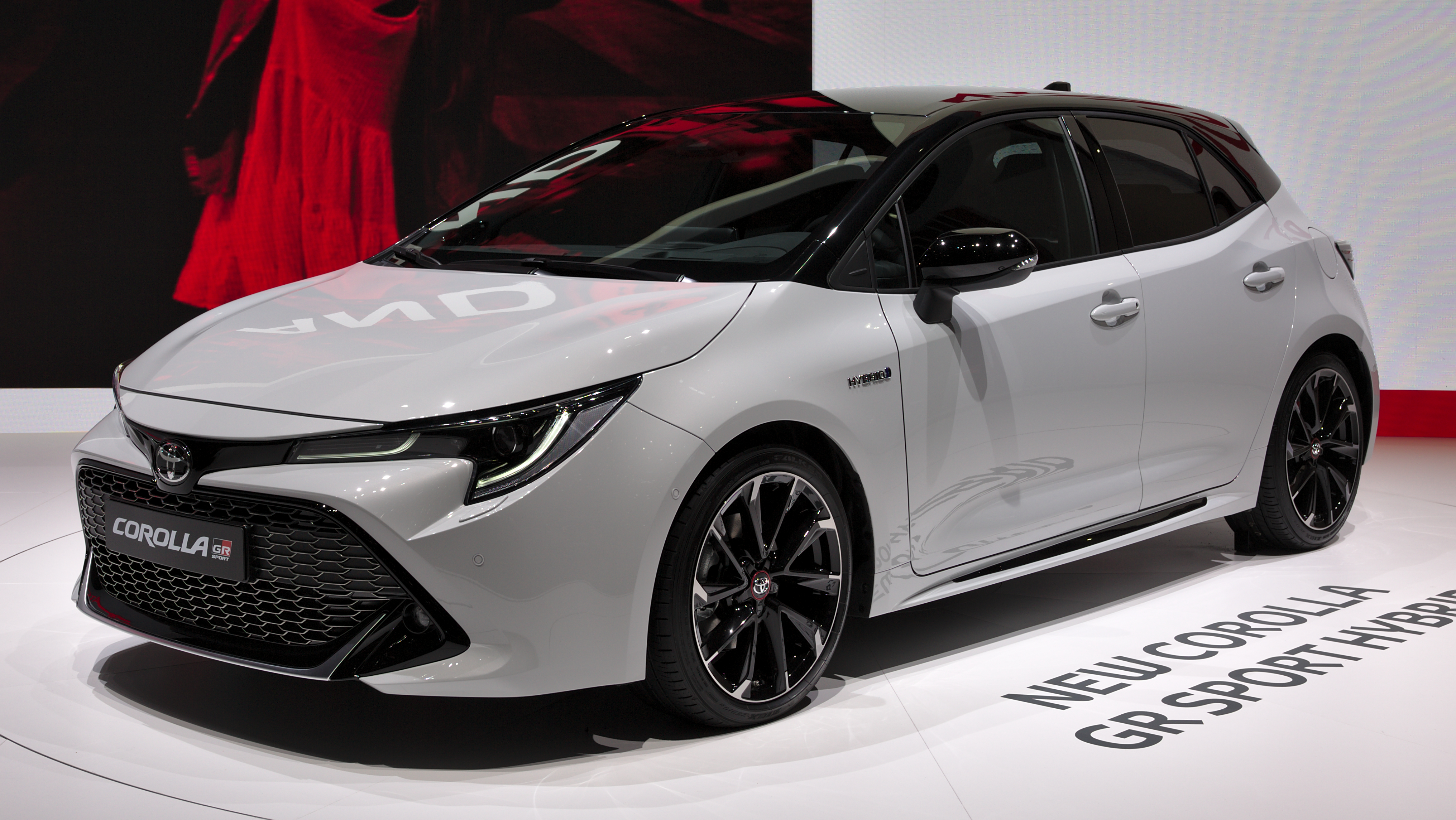
GR Sport Hybrid 2018
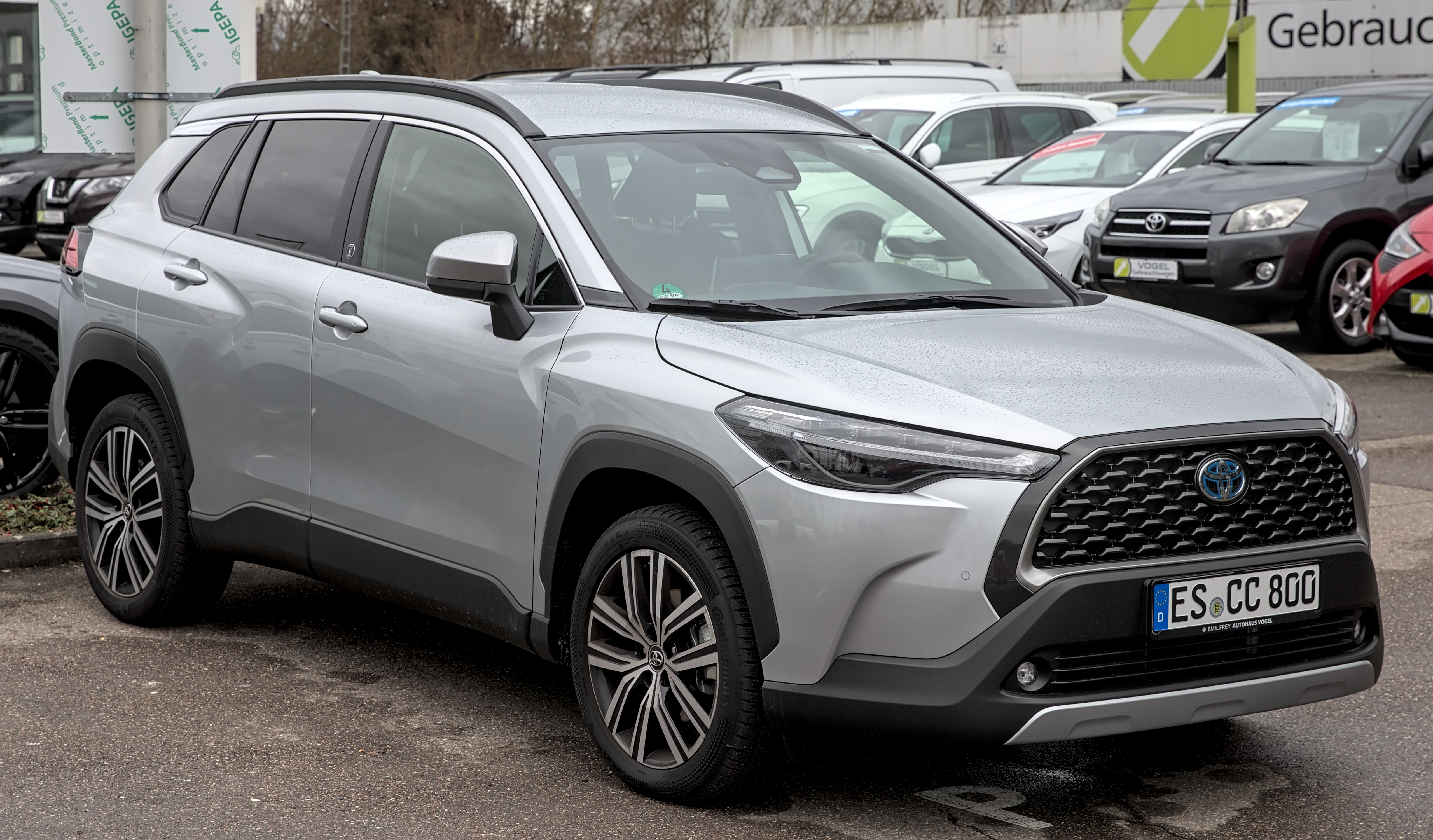
Cross SUV hybrid 2022